# プリンセスX 僕の許嫁はモンスターっ娘!?
『プリンセスX 〜僕の許嫁はモンスターっ娘!?〜』とは、2011年9月22日にPoison@Berryからリリースされたアダルトゲームである。
本項ではファンディスク『プリンセスXFD 〜許嫁は終わらない!?〜』についても解説する。

## 解説
異種族とのエッチな交流を描いた恋愛アドベンチャーゲームで、人間からかけ離れた姿のキャラクターも登場するため、奇抜なHシーンも含まれている。
本作は奇抜をテーマとしており、姉妹ブランドBlack Cycの『ク・リトル・リトル 〜魔女の使役る、蟲神の触手〜』に携わったスタッフたちが制作に参加している。
2012年3月2日には、ユーザーからの要望を取り入れたショートストーリーや後日談などが収録されたファンディスク『プリンセスXFD 許嫁は終わらない!?』が発売された。また同日、本編とファンディスクをセットにした『プリンセスX おまとめセット』も発売された。

## あらすじ
平凡な少年御厨 慎一は、ある日いきなり父親から許嫁の存在を知らされた。だが、許嫁を名乗る女性は複数いるうえ、どの許嫁も人間ではないものたちばかりで、おまけに「慎一と結婚しなければ地球を滅ぼす」と言い出す始末。
かくして、慎一をかけた異種族の女たちの争奪戦が始まるのであった。

## 登場人物
御厨 慎一（みくりや しんいち）
主人公。優柔不断で流されやすい性格。騒動の元凶である父に苦手意識を持っている。
ナーディウス12世
声：桜川未央
種族：ラミア（龍蛇族）
身長：169cmスリーサイズ：B96／W58／H85
ゴルゴネイオン朝複合地平帝国の皇女で、通称ナージャ。山羊の角とコウモリの羽を持ち、下半身は蛇のものになっている。
人間界に関する知識が乏しい状態で慎一の元へ来た。高圧的な性格だが、慎一のためならば努力は惜しまない。
プロ子に対して激しい対抗心を抱いている。
本作の4人のヒロインの中でもただ1人純粋な好意から慎一に接近するキャラクターであり、本作はナージャを中心としたルート構成となっている。
参謀長（ばあや）
声：佐藤千幸
ナージャの従者。球体に一つの目玉が浮かぶ不気味な容姿をしている。人語を喋ることはないが、色々気の利く性格であり、立体映像等を出すこともある。
プロキシマ
声：青空ラムネ
種族：ケンタウロス
身長：162cmスリーサイズ：B78／W55／H79
メシエ神聖連合王国の重聖騎士で、ナージャの政略結婚を阻止すべく慎一の元を訪れた。通称プロ子。
良くも悪くもまっすぐな性格であるため騙されやすく、他のヒロインたちからたびたび餌食にされる。
ナージャを婚約者に選んでから攻略が開始されるキャラクターであり、攻略の際には主に凌辱される役回りを演じる。プロ子を攻略した際にも慎一はナージャとの婚約を継続し、その関係を大切にすることを明言している。
『プリンセスXFD 〜許嫁は終わらない!?〜』では、祖国からの仕送りがなくなり、アルバイト探しに奔走するストーリーがある。
R-コマドリ
声：西野みく
種族：ガイノイド
身長：140cm:スリーサイズ：B65／W52／H70
南極に位置する機械帝国アモルファス皇女。慇懃無礼な性格であり、他のヒロインを騙したり困らせたりしている。
しかし王族という設定は表向きであり、実際はとある理由により本当の王族である42と入れ替わっている労働機械である。
表面上はメインヒロイン扱いだが実際は非攻略キャラとなっている。コマドリルートは実質的に42ルートの繋ぎとなり、コマドリ自身は陰鬱とした末路を辿ることになる。
42（よんじゅうに）
声：草野花恋
身長：2m弱
R-コマドリのおつきのメイドである円筒型の労働機械。「ヤヴォール・ミステル」としか喋ることはできないが人語を理解することは可能。
身体の中心部にある触覚センサーの上にカメラアイがあり、感情の変化によってカメラアイの色も変わる。
表面上コマドリの付き人扱いされているが、実際は立場が逆となっている。
コマドリルートとてぐすルートは実質的に42ルートへの繋ぎとなっており、42は事実上攻略キャラの1つとなっている。
てぐす御前
声：ヒマリ
種族：蜘蛛女
身長：153cm:スリーサイズ：B74／W55／H77
夜の国から来た姫君で、妖怪王の娘。おっとりした性格の持ち主。許嫁たちが結婚しなければ地球を滅ぼすというのに対し、てぐす御前は自害すると宣言している。
メインヒロインの1人を装っているが実際は非攻略キャラであり、慎一とてぐすは互いに好意を持つことはない。
その理由は綱吉と予てより両想いであるためで、ルートを開始しても早々に綱吉と駆け落ちして父である妖怪王の面目を潰す。このため、実質的にはコマドリルートの繋ぎとなる。
御厨 右姫（みくりや うき）
声：春河あかり
身長：148cm:スリーサイズ：B74／W53／H77
慎一の双子の妹で、おとなしい人物。兄にアドバイスをするも、なかなかうまくいかず、かえって兄を苦悩させる結果となっている。
参謀長の言葉を理解するといった不思議な能力を持っている。
異種族のヒロインを受け入れられず決断を躊躇するような選択肢を選び続けると「ユーキトロン14661」というウルトラマン然とした宇宙人としての正体を現し、自身が慎一の婚約者であることを明かす。
御厨 左姫（みくりや さき）
声：佐藤千幸
身長：148cm:スリーサイズ：B74／W53／H77
慎一の双子の妹。やかましいほどに元気で明るい人物で、人外たちに囲まれた日々を楽しんでいる。また、兄に変なアドバイスをしては、兄が困惑する様子を楽しんでいる。
異種族のヒロインを積極的に受け入れる選択肢を選び続けると「女神サキエル」としての正体を現し、直後に上司である大女神からペナルティとして身長10数センチ程度の妖精に姿を変えられてしまう。
西 真由子（にし まゆこ）
身長：156cm:スリーサイズ：B82／W56／H81
声：朝香ナツ
慎一の幼馴染である、普通の少女。いわゆるツンデレで、実物を見ない限り非現実的なことは信じないタイプ。
幼少期より慎一に思いを馳せており、慎一の心が異種族の女の元へ渡ってしまうことを危惧している。
ルートによっては慎一の優柔不断さやメインヒロイン達のアプローチを目の当たりにして正気を失い、結果として慎一や綱吉を手にかけてしまう展開を迎える。
高村 綱吉（たかむら つなよし）
声：陸奥出流
身長：178cm
慎一の同級生にして友人。容姿端麗だが、その奇抜な性格故惜しまれている。
てぐす御前の付き人のような存在であるが、実はてぐすとは予てより両想いの仲。てぐすルートで、てぐすと駆け落ちを果たし、『プリンセスXFD 〜許嫁は終わらない!?〜』でその後の生活が語られている。
御厨 央児（みくりや おうじ）
声：大庭弐勤
身長：174cm
慎一の父。父親としては非常にいい加減な性格をした男で、本編における騒動の発端を作った最大の元凶。
魔物相手に商売を行う得体のしれない人物だが、各方面からの反応が悪くないことから、商売自体は上手いらしい。
ナーディウス11世
声：おぼれ谷リアス
身長：168cm:スリーサイズ：B92／W60／H98
ゴルゴネイオン朝複合地平帝国現皇帝であり、ナージャの母。娘とは対照的に、人間界の常識にも精通している。
“猛き赤龍”の通り名通り、真の姿は赤い竜である。
シリウス王女
声：草野花恋
身長：140cm:スリーサイズ：B74／W55／H77
メシエ神聖連合王国第四王女で、プロ子の主。
年若いがしっかり者で、王女とは思えない行動派。異端審問庁長官のベテルギウスとは様々な理由から対立関係にある。
ベテルギウス
声：水上司郎
身長：100cm
メシエ神聖連合王国異端審問庁長官である白いネズミ。かわいらしい姿に反して、傲慢かつ残虐で腹黒い性格をしている。シリウス王女とは対立関係にある。
蝸牛 十兵衛（かぎゅう じゅうべえ）
声：民安ともえ
『プリンセスXFD 〜許嫁は終わらない!?〜』に登場。
妖怪王の面目を潰したてぐす御前を抹殺するために夜の国から来たカタツムリの妖怪でくノ一。性感帯を操る能力を持っているが、カタツムリであるが故の鈍足を微塵も理解しておらず、少々間の抜けた性格でもある。

## 用語

### 国家・地域
ゴルゴネイオン朝複合地平帝国
ナージャの故郷である軍事国家。メシエ神聖連合王国とは対立関係にある。
メシエ神聖連合王国
"神聖王国（カタログ）"の通称を持つ王国で、プロ子の故郷。
夜の国
朝と夕方の間に存在する国で、てぐす御前の父である妖怪王がおさめている。
機械帝国アモルファス
南極の狂気山脈に位置する機械たちの国家で、大総統がおさめている。R-コマドリは王族機械（Frei）に属し、42は労働機械（Arbeit）に該当する。

## スタッフ
- シナリオ：伊藤ヒロ
- 原画：椎咲雛樹、金たロウ、K-1